# Elena Donazzan
Elena Donazzan (Bassano del Grappa, 22 giugno 1972) è una politica italiana, dal 16 luglio 2024 europarlamentare per Fratelli d'Italia.

## Biografia
Comincia da giovane la sua militanza politica nel Fronte della Gioventù, l'organizzazione giovanile del Movimento Sociale Italiano (MSI), del quale qualche anno dopo diventa segretario provinciale di Vicenza.
Nel 1995 aderisce alla svolta di Fiuggi di Gianfranco Fini che porta allo scioglimento del MSI e la sua confluenza in Alleanza Nazionale (AN), con il quale alle elezioni amministrative di quell'anno si candida al consiglio provinciale di Vicenza, tra le sue liste a sostegno del candidato presidente di centro-destra Giuseppe Castaman, venendo eletta consigliera provinciale.
Alle elezioni regionali in Veneto del 2000 si candida tra le liste di AN, nella mozione del presidente uscente forzista Giancarlo Galan, risultando eletta nella circoscrizione di Vicenza in consiglio regionale del Veneto, dove ha fatto parte delle commissioni agricoltura e cultura.
Alle regionali venete del 2005 si ricandida tra le liste di Alleanza Nazionale, sempre a sostegno di Galan, venendo rieletta nella medesima circoscrizione consigliera regionale. Successivamente viene nominata assessore con deleghe all'istruzione, alla formazione, al lavoro, caccia, protezione civile, tutela del consumatore, sicurezza alimentare e servizi veterinari nella giunta regionale del Veneto presieduta da Galan.
Alle elezioni politiche del 2006 viene candidata alla Camera dei deputati, tra le liste di Alleanza Nazionale nella circoscrizione Veneto 2 in quinta posizione, risultando eletta deputata grazie alla rinuncia di Adolfo Urso (che sceglie l'elezione nella circoscrizione Veneto 1), ma il 28 aprile 2006 decide di rinunciare all'elezione, dimettendosi il giorno stesso e optando per il mantenimento del suo incarico regionale. Al suo posto viene proclamato come deputato Luca Bellotti.
A giugno 2019 aderisce a Fratelli d'Italia di Giorgia Meloni.
L'8 gennaio 2021, durante la trasmissione radiofonica La Zanzara, canta Faccetta nera, suscitando aspre critiche e portando il centro-sinistra a chiedere le sue immediate dimissioni dal consiglio regionale veneto, nonché sollecitando un intervento della magistratura per apologia di fascismo.
Alle elezioni europee del 2024 si candida al Parlamento europeo, tra le liste di Fratelli d'Italia (FdI) nella circoscrizione Italia nord-orientale, venendo eletta europarlamentare; a seguito di ciò il 19 luglio 2024 si dimette da assessore regionale.
Il 23 luglio dello stesso anno, viene eletta fra i vicepresidenti della Commissione per l'industria, la ricerca e l'energia del Parlamento europeo.

## Posizioni politiche
Le sue dichiarazioni e prese di posizione politiche, marcatamente conservatrici e reazionarie, sono caratterizzate in più occasioni da continui richiami e ammiccamenti indiretti alle ideologie relative al fascismo, suscitando più volte polemiche e richieste di dimissioni.

### Immigrazione
Dopo gli attentati di Charlie Hebdo, ha mandato una lettera nelle scuole venete per sollecitare gli immigrati stranieri nel dissociarsi dal terrorismo islamico.
Per risolvere la carenza di manodopera, ha ipotizzato il rientro di oriundi o di discendenti veneti emigrati nel Sud America.
Secondo Donazzan i matrimoni misti (tra le donne cattoliche e gli uomini musulmani) favorirebbero le infiltrazioni del terrorismo islamico. Tale posizione ha generato forti critiche tra le opposizioni di centro-sinistra.

### Leva obbligatoria
Donazzan si è dichiarata "da sempre apertamente favorevole alla reintroduzione di periodo di servizio obbligatorio dei giovani".